# 三城记 (电影)
三城记是台湾著名电影学者、被誉为“台湾电影教母”的焦雄屏经营的吉光电影有限公司策划制作的一个系列电影。整个系列电影的背景都是发生在台湾、中国大陆和香港三个华语地区的故事，透过结合两岸三地新锐导演，探讨两岸三地之社会文化及意识型态，同时致力于发展电影产业，希望为21世纪华人新社会树立新形象，以别于上一代华语电影注重悲情及历史回顾的特征。

## 最初计划
三城最初预设为“北京-香港-台北”三个城市，并邀请两岸三地的六位青年导演拍摄，由吉光公司与法国金字塔公司等多家制作公司合作制片。焦雄屏、徐小明、焦雄健等电影人贯穿了整个系列电影的制作，他们在多部电影中都以制片、策划、监制、导演、编剧等不同身份参与其中。此外，林正盛、王小帅、易智言同时也担任了自己所导演电影的编剧，亦可称为作者电影。

### 台湾
- 林正盛《爱你爱我》
- 易智言《蓝色大门》
- 徐小明《流浪到淡水》

### 中国大陆
- 王小帅《十七岁的单车》
- 贾樟柯《上海宝贝》

### 香港
- 余力为《人民找换》

## 计划进展
电影至今已完成四部，其中后来加入的《五月之恋》为徐小明导演，陈柏霖继《蓝色大门》之后再次出演男主角。拍摄的地点也将预设的三城扩大到了中国大陆的哈尔滨和台湾苗栗縣的三義鄉。值得一提的是，在其电影原声中亦有一首配乐名为《三城记》。对于整个系列中剩下的三部电影，吉光公司并未明确表示是否继续拍摄。焦雄屏曾表示剧本已完成的《人民找换》将邀请张曼玉主演，但因为演员关系，目前尚不能开拍。

### 2001年
- 《爱你爱我》2001年2月13日在柏林电影节首映
- 《十七岁的单车》2001年2月17日在柏林电影节首映

### 2002年
- 《蓝色大门》2002年5月21日在戛纳电影节首映

### 2004年
- 《五月之恋》2004年7月18日在台湾公映，7月28日在中国大陆公映

## 获奖记录

### 《爱你爱我》
- 第五十一届柏林电影节最佳导演奖 林正盛
- 第五十一届柏林电影节最佳新进女演员奖 李心洁

### 《十七岁的单车》
- 第五十一届柏林电影节评审团大奖银熊奖 王小帅
- 第五十一届柏林电影节最佳新进男演员奖 崔林、李滨

### 《蓝色大门》
- 第四届斯洛伐克国际电影节最佳导演奖 易智言

## 相关影响
“三城记”系列电影同时注重市场与艺术性，由两岸三地的工作人员共同完成，打破地域界线，瞄准亚洲与全球市场。
- 《十七岁的单车》与《爱你爱我》在柏林电影节共五人得奖，使吉光公司成为历年来在柏林电影节得奖最多的电影公司。特别是最佳导演奖与评审团大奖同时由华语电影获得，也是前所未有的例子。这也是在当时华语电影的国际影响进入低迷时所获得的最大喜讯。

之后，焦雄屏表示，未来的华语电影要走出死胡同，必须要结合两岸三地杰出人才共同参与合作，才有可能在国际影展上大放异彩，甚至在票房上有突出的成绩。
- 由于在上一届金马奖获多项提名的《十七岁的单车》最终没有得到一个奖项，焦雄屏认为是评委之中的派系争斗让《十》铩羽而归。于是吉光公司的《蓝色大门》以“官商勾结，政治搅乱金马奖；评委派系斗争，导致评审不公；间接把台湾电影带上了绝路”等理由拒绝参赛第三十九届金马奖。这一举动使金马奖走到一个极为尴尬的境地，让其苦心经营40年建立起来的良好声誉和光辉形象面临了前所未有的信任危机。

《蓝色大门》入围第五十五届戛纳电影节“导演双周”竞赛单元，成为电影节“最受年轻人欢迎的作品”。男主角陈柏霖在东京电影节上更被日本影评人誉为“亚洲最有潜质男优”。它也是当年台湾本土最受欢迎的电影，一举打破台湾长期颓疲的华语电影市场，校园回响不断。此外该片在亚洲市场，特别是在日本、香港都表现不俗，一改台湾电影多年无法营销亚洲的颓势。
- 《五月之恋》延续《蓝色大门》走青春纯情路线，结合3D数字动画特效，谱写横跨两岸的爱情故事，拍片及製作成本高達三千萬台幣，力图打造成2004年度华语大片之一。但由于故事本身及情节安排等方面存在的限制，在台湾并未取得预期的成绩。

这部电影最初是20世纪末由几位中国大陆和台湾电影工作者策划的，其中包括中国大陆著名导演田壮壮和台湾著名电影人焦雄屏。当时他们希望联合中国大陆和台湾的电影人，透过影像表现两岸三地华人生活世界的现状，并尽量削减其政治性的语汇。电影完成后在中国大陆公开映演，并在中央电视台的电影频道多次播出，其影响力在国民党连战主席首次访问时得到更高关注，在新闻报道中出现作为两岸交流的正面例证。